# Samad Azadi
Samad Azadi (* 7. Juli 1971 in Hamburg) ist ein deutscher Karatetrainer. Er war von 1989 bis 2000 Mitglied im Nationalkader des Deutschen Karateverbands. Er ist 7. Dan der Stilrichtung Shotokan.
Azadi betreibt seit 1984 Karate. Er hat bei den Karate-Weltmeisterschaften mehrere Medaillen erkämpfen können, ist mehrfacher Deutscher Meister und A-Prüfer des Deutschen Karateverbands. Er ist Gründer und erster Vorsitzender der Karate Academy e.V. in Hamburg. Seit 2021 ist er Präsident des Hamburger Karate Verbandes.

## Internationale Erfolge
- Gold – Kumite bis 70 kg Karate-Europameisterschaft U21 1992
- Bronze – Kumite bis 70 kg Karate-Europameisterschaft 1993
- Bronze – Kumite Team Männer Karate-Europameisterschaft 1993
- Bronze – Kumite bis 70 kg Karate-Weltmeisterschaft 1994
- Bronze – Kumite bis 70 kg Karate-Europameisterschaft 1994
- Silber – Kumite bis 70 kg Karate-Weltmeisterschaft 1998
- Bronze – Kumite Team Männer Karate-Weltmeisterschaft 1998
- Silber – Kumite Team Männer Karate-Weltmeisterschaft 2000